# Polyaulon
Polyaulon is een geslacht van insecten uit de orde vliesvleugeligen (Hymenoptera) en de familie Ichneumonidae.

## Soorten
- P. bimaculatus (Ashmead, 1890)
- P. canadensis (Harrington, 1894)
- P. erythropa (Ashmead, 1890)
- P. grandis (Cushman, 1921)
- P. paradoxus (Zetterstedt, 1838)
- P. politus Townes, 1983
- P. spinulatus (Strickland, 1912)
- P. stiavnicensis (Capek, 1956)
- P. subnudus Townes, 1983